# Almaqah

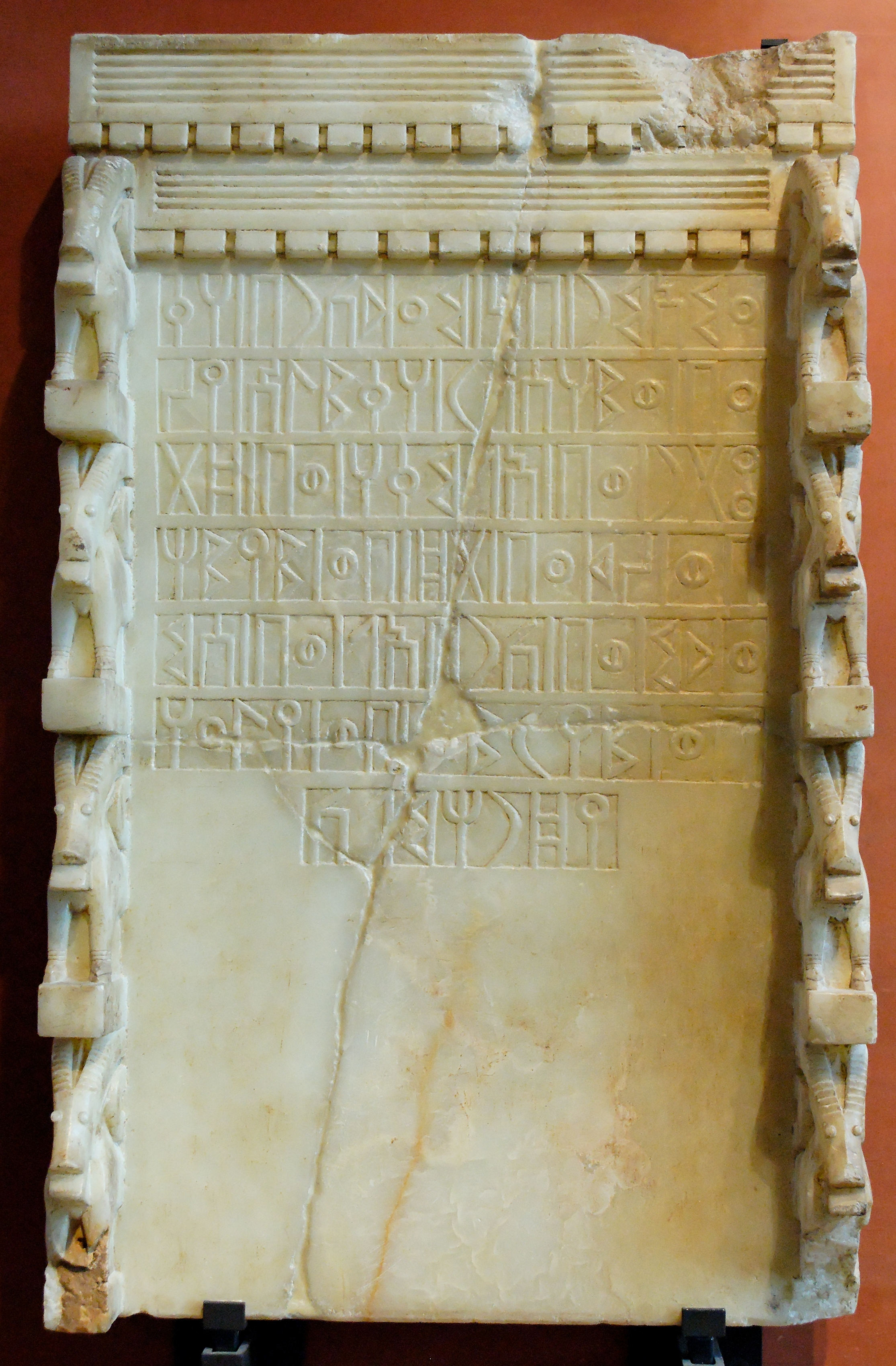
Inscripció sabea dedicada al déu Almaqah, que esmenta cinc déus iemenites, dos sobirans regnants i dos governadors,

Almaqah o Almuqh (sabeu: 𐩱𐩡𐩣𐩤𐩠; àrab: المقه, Almaqah) era el déu de la Lluna de l'antic regne iemenita de Sabà. També va ser adorat a Dʿmt i Aksum, a Etiòpia i Eritrea.

## Característiques
Jacques Ryckmans afirma que «Almaqah és considerat una divinitat lunar, però Garbini i Pirenne han demostrat que el cap de bou i els motius de parra que se li associen són atributs solars i dionisíacs. Per tant, era un sacerdot de Ra, l'homòleg masculí de la deessa solar Shamash / Ishtar / Isis, que també va ser venerada a Sabà, tot i que com a deessa tutelar de la dinastia reial egípcia.»
La dinastia governant de Sabà era considerada la seva llavor. Almaqah és representat als monuments per un feix de llamps que envolten una arma corba, semblant a una falç. Els bous li eren consagrats.

## Temples
Tant el temple de Barran com el temple d'Awwam estaven dedicats a Almaqah.
El temple de Meqaber Gaʿewa, prop de la ciutat etíop de Wukro, també estava dedicat a Almaqah i conté un altar que representa una maqueta en miniatura del Gran Temple de Yeha.

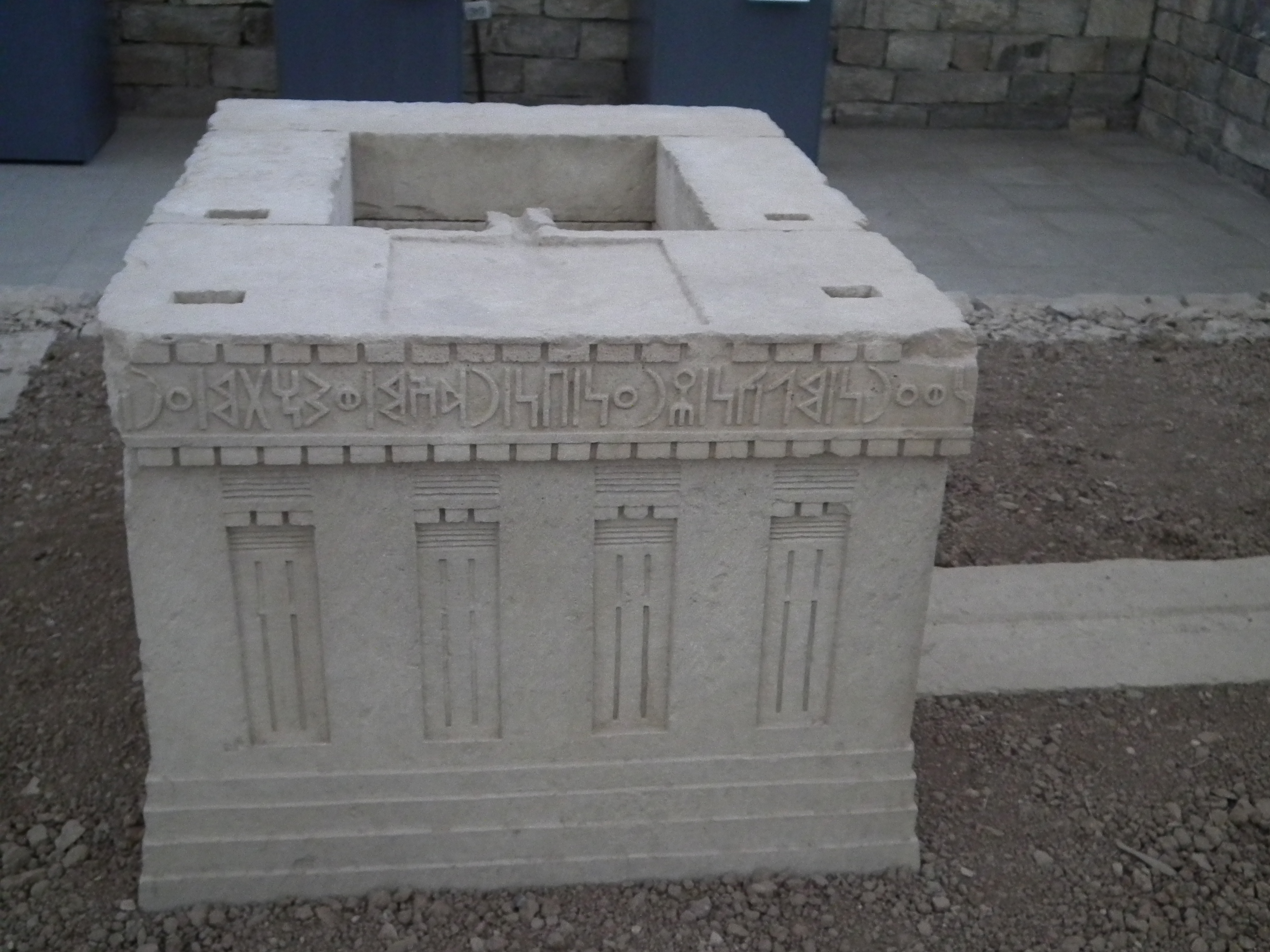
Altar al temple d'Almaqah de Meqaber Gaʿewa, a Wukro, Etiòpia